# Crithagra atrogularis
Crithagra atrogularis е вид птица от семейство Чинкови (Fringillidae).

## Разпространение
Видът е разпространен в Ангола, Ботсвана, Бурунди, Габон, Замбия, Зимбабве, Демократична република Конго, Република Конго, Кения, Лесото, Намибия, Руанда, Танзания, Уганда и Южна Африка.